# 070 شيك
دانييل بالبوينا  تعرف باسم 070 شيك هي مغنية ورابر أمريكية ولدت في 13 يونيو 1997.

## روابط خارجية
- 070 شيك على موقع IMDb (الإنجليزية)
- 070 شيك على موقع ألو سيني (الفرنسية)
- 070 شيك على موقع ميوزك برينز (الإنجليزية)
- 070 شيك على موقع أول ميوزيك (الإنجليزية)
- 070 شيك على موقع ديسكوغز (الإنجليزية)
- 070 شيك على موقع ديسكوغز (الإنجليزية)